# Scarabaeus spretus
Scarabaeus spretus là một loài bọ cánh cứng trong họ Bọ hung (Scarabaeidae).